# Thaumasia scoparia
Thaumasia scoparia là một loài nhện trong họ Pisauridae.
Loài này thuộc chi Thaumasia. Thaumasia scoparia được Eugène Simon miêu tả năm 1888.